# Шполянська міська територіальна громада
Шполя́нська міська об'єднана територіальна громада — об'єднана територіальна громада в Україні, у складі Звенигородського району Черкаської області. Адміністративний центр — місто Шпола.
Площа громади — 243 км², населення — 22 272 мешканці (2018).

## Історія
Громада утворена 26 січня 2017 року шляхом об'єднання Шполянської міської ради та Кримківської сільської ради Шполянського району.
29 травня 2017 року була утворена Водянська сільська об'єднана територіальна громада, яка мала об'єднати Веселокутську, Водянську, Кавунівську, Лип'янську, Маслівську, Нечаєвську та Ярославську сільські ради Шполянського району. Того ж року ЦВК призначила перші вибори у громаді, однак згодом скасувала своє рішення. 17 червня 2017 року Лип'янська, а 7 червня 2018 року Кавунівська і Маслівська сільські ради скасували свої рішення про добровільне об'єднання. Таким чином утворення Водянської громади було скасоване.
22 серпня 2017 року внаслідок добровільного приєднання до громади приєдналася Скотарівська сільська рада, 5 жовтня 2018 року — Капустинська та Лебединська сільські ради, 19 лютого 2020 року — Буртівська, Надточаївська, Сердегівська, Сигнаївська та Терешківська сільські ради.
Згідно з розпорядженням Кабінету Міністрів України від 12.06.2020 № 728-р до складу громади були включені також Васильківська, Водянська, Журавська, Іскренська, Лозуватська, Мар'янівська, Соболівська, Товмацька та Топильнянська сільські ради.

## Склад
До складу громади входять:
| Населений пункт    | Населення, осіб (2001) |
| ------------------ | ---------------------- |
| Бурти, село        | 905                    |
| Васильків, село    | 2356                   |
| Водяне, село       | 996                    |
| Георгіївка, село   | 213                    |
| Журавка, село      | 1515                   |
| Іскрене, село      | 928                    |
| Кам'януватка, село | 175                    |
| Капустине, село    | 668                    |
| Кримки, село       | 959                    |
| Лебедин, село      | 4611                   |
| Лозуватка, село    | 1256                   |
| Мар'янівка, село   | 1315                   |
| Надточаївка, село  | 724                    |
| Сердегівка, село   | 331                    |
| Сигнаївка, село    | 1990                   |
| Скотареве, село    | 785                    |
| Соболівка, село    | 759                    |
| Терешки, село      | 897                    |
| Товмач, село       | 982                    |
| Топильна, село     | 925                    |
| Ховківка, селище   | 70                     |
| Шпола, місто       | 19427                  |